# Porsche 953
Porsche 953 foi uma variação, altamente modificada do Porsche 911, desenhado e construído especificamente para competir no evento Paris-Dakar de Rally. Era um modelo de vida curta, pois foi substituído em 1985 pelo Porsche 959. É às vezes referido como o 911 4x4, como era o desenvolvimento, tendo um controle manual de acionamento de tração nas quatro rodas, que foi desenvolvida para ser usada no Porsche 959. O protótipo possuía uma suspensão extremamente reforçada, alimentado por um motor 300 cv (220 kW), 6 cilindros, e pesando 1.247 Kg. Três deles foram inseridos no Paris-Dakar,sendo que um deles obteve o primeiro lugar geral.